# Instituto La Salle (Santiago de Chile)
El Instituto La Salle es un establecimiento educacional particular subvencionado mixto desde 2024 en prekinder, ubicado en la Región Metropolitana de Santiago de Chile, comuna de La Florida. Este establecimiento pertenece a la Congregación de Hermanos Lasallistas.

## Historia

### Los comienzos
El Instituto La Salle funcionó desde 1879 como colegio y casa de iniciación a la consagración religiosa de los Hermanos de las Escuelas Cristianas, que llegaron a Chile en 1877. En 1888, año de la beatificación del Fundador San Juan Bautista De La Salle, establecieron como preparación al Noviciado, un Noviciado Menor, con estudios según los programas franceses correspondientes a la educación media o secundaria, llamada entonces en Chile de humanidades. Esta fecha se puede considerar como el inicio formal. Por tanto, en 2008 el Instituto La Salle cumplió 129 años o, si se considera sólo la etapa formal, 120 años, en lo cual no lo sobrepasa ninguna obra atendida hoy por la congregación en Chile. Los novicios menores se llamaron después más apropiadamente aspirantes. El Santo Fundador fue canonizado en 1900.

### La Casa de Formación se traslada a la Avenida Ossa
Esta Casa de Formación para la vida consagrada como religiosos educadores se trasladó en febrero de 1917 a la nueva casa construida en la Avenida Ossa en Ñuñoa, hoy en la comuna de La Reina fundada en 1963. Allí estudiaban los novicios menores o aspirantes, los novicios que se preparaban a sus votos, y los escolásticos o jóvenes Hermanos estudiantes que recientemente habían hecho votos.

### Organización de los estudios
Los estudios estaban calcados del sistema escolar francés aunque con manuales locales que los Hermanos publicaban ya desde el siglo anterior. Los escolásticos se preparaban al Diploma de Maestro Elemental ("Brevet élémentaire"). Desde 1901 tomaban los exámenes los Hermanos de la Escuela Normal del Arzobispado, confiada a la congregación hasta su supresión en 1925 por el arzobispo Mons. Crescente Errázuriz.
Desde 1921 el Hermano Visitador o Provincial Celso de Jésus, introdujo los programas de humanidades establecidos por la Universidad de Chile, que desde su fundación supervisaba la educación chilena.

### Se asumen los programas oficiales chilenos
En 1928 el Ministerio de Educación estableció sus propios planes y programas de estudio. Desde 1929 los alumnos del Instituto La Salle rindieron por primera vez examen de madurez ante el Instituto Nacional para poder optar después a diplomas pedagógicos también oficiales. En 1937 los examinadores procedían del Liceo Valentín Letelier de Santiago hasta 1945 y de 1946 a 1953, del Liceo Victorino Lastarria.

### Traslado del Instituto La Salle a La Florida
En marzo de 1954 por disposición del Hno. Visitador provincial el Instituto La Salle cedió su local al nuevo Colegio De La Salle fundado en la Avenida Ossa y se trasladó al campo de la comuna de La Florida llamado El Vergel, en un sector rural donde circulaba sólo una línea de microbuses desde calle Marcoleta hacia Puente Alto, indicando que pasaba por el hospital siquiátrico Open Door. El Instituto La Salle instalado en La Florida desde una Resolución Exenta de Educación n.º 4221 de 1959 tiene reconocimiento oficial como Cooperador de la Función Educacional del Estado.

### Apertura a alumnos externos
En 1985, mientras los aspirantes continuaron terminando sus estudios de educación media, se abrió el Instituto La Salle a alumnos externos para los cuatro cursos que ya existían y además se crearon cinco cursos: uno de educación prebásica llamado 2° año de transición, y cursos de 1° a 4° de educación general básica. No se creó un colegio, como han pensado muchos. El Instituto La Salle, centro educativo con más de un siglo de experiencia, con el mismo rector y personal docente del año anterior, con toda su tradición educativa y con su espíritud lasallista, sólo amplió su alumnado, que en los años sucesivos no está formado por aspirantes a la vida consagrada. En cada uno de los años siguientes se aumentó un curso hasta constituir en 1989 un colegio con educación prebásica, básica y media completa. En 1997 egresaron los primeros alumnos que habían empezado en Kinder o 2° año de transición.

### El Instituto La Salle hoy
El diario "El Mercurio" en su revista "El Sábado" del 17 de julio de 2004 publicó un estudio sobre Los 100 mejores colegios de Chile, donde separa los 50 mejores colegios católicos, los 25 subvencionados mejores y los 25 municipales mejores, incluyendo sólo colegios con educación básica y media. El Instituto La Salle apareció 5° del país entre los colegios católicos y 2° de la región metropolitana. En años sucesivos el resultado es similar.
Hay importante participación de la familia mediante reuniones mensuales de los padres de curso con el Profesor Jefe; mediante actividades culturales y "solidarias" organizadas por el Centro de Padres o por el Comité del Grupo de Guías y Scouts; prevención de riesgos de drogadicción que involucra a los padres. Hay Catequesis Familiar de Iniciación Eucarística en que participan en 2005 trece grupos de padres con sus respectivos parejas guías y los Animadores que trabajan con los niños; Pastoral de Padres de familia con jornadas espirituales anuales por curso y cursos de Iniciación Teológica para Laicos.